# Alte Orangerie (Łazienki-Park)

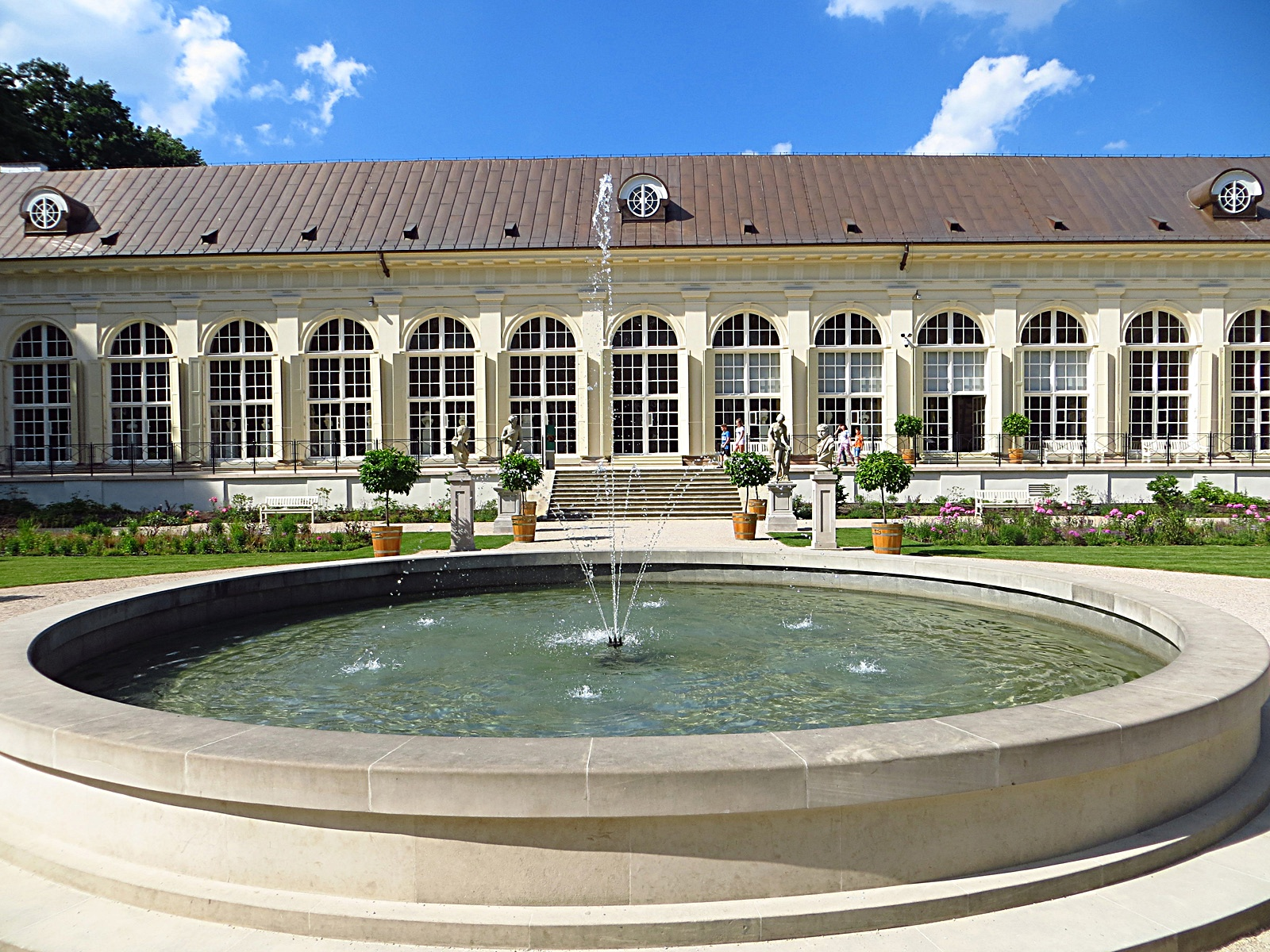
Ansicht mit Springbrunnen

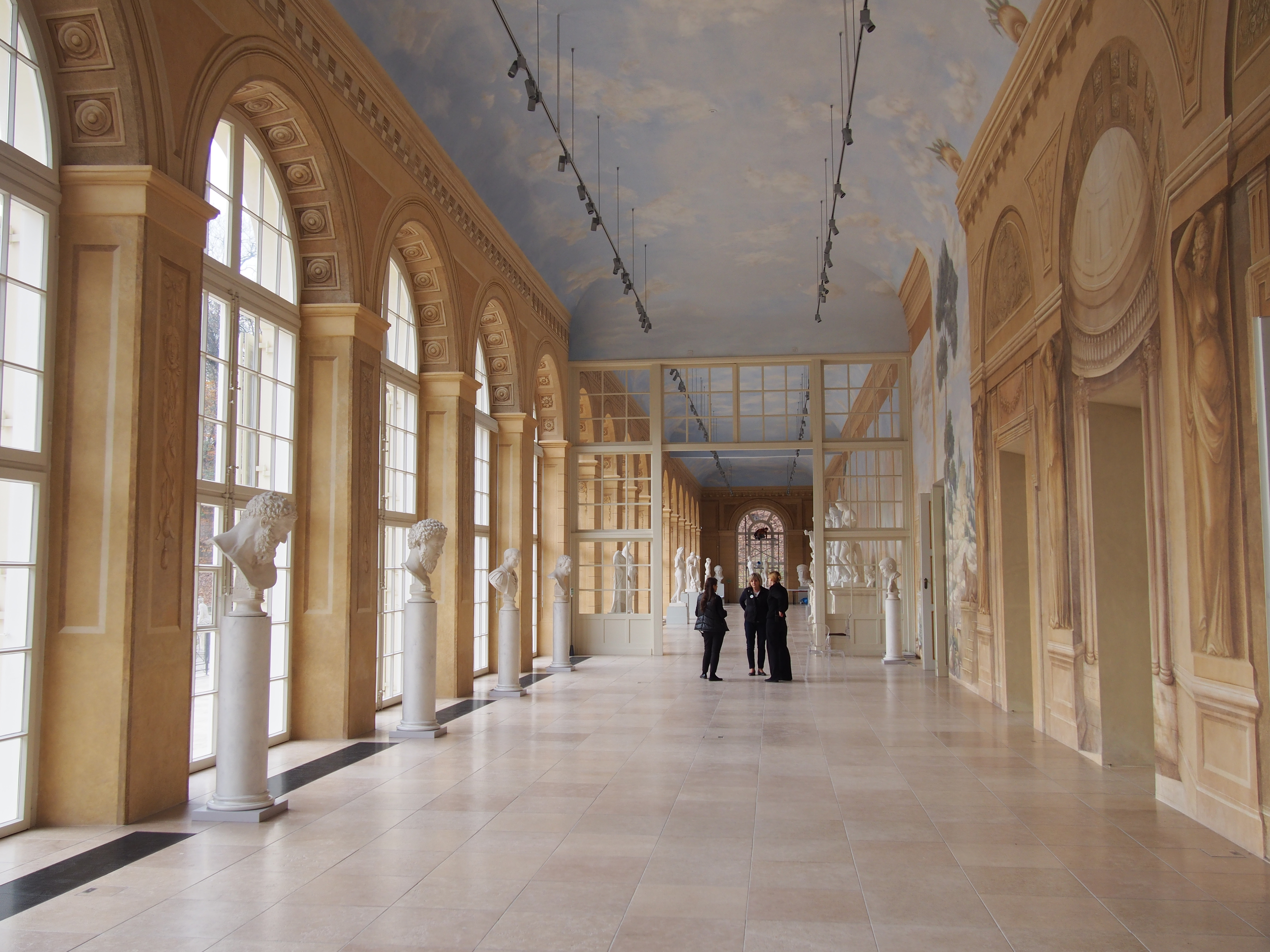
Innenansicht

Die Alte Orangerie (polnisch: Stara Pomarańczarnia) im Warschauer Łazienki-Park ist eine  frühklassizistische Orangerie, die im 18. Jahrhundert im Süden des Parkes von Dominik Merlini für den polnisch-litauischen König Stanislaus II. August Poniatowski errichtet worden ist. Die Ausstattung geht auf Johann Christian Kamsetzer und Johann Gottlieb Plersch zurück.

## Geschichte
Das Gebäude wurde in den Jahren 1786 bis 1788 gebaut. Im 19. Jahrhundert wurde es um die Neue Orangerie ergänzt. Das Bauwerk diente ursprünglich zum Überwintern der Orangenbäume, die an den Alleen des Parks aufgestellt wurden. Im Ostflügel befand sich das königliche Hoftheater. Kopien von Skulpturen antiker Helden wie Herkules Farnese und Apollo von Belvedere wurden aufgestellt. Im 19. Jahrhundert wurde die ursprüngliche klassizistische Attika entfernt. Von 1952 bis 1965 stand das Reiterstandbild Józef Poniatowskis von Bertel Thorvaldsen vor der Alten Orangerie. Seit 2015 befindet sich hier der holländische Garten, der von Niek Roozen gestaltet wurde. Heute befindet sich im Inneren die Königliche Skulpturengalerie, die auf die Sammlung Stanislaus II. August Poniatowskis zurückgeht. Die Fresken von Kamsetzer und Plersch wurden im 21. Jahrhundert restauriert. Teilweise wurden die Fresken auch Antoni Smuglewicz zugeschrieben. Das Theater wird von der Königlich Polnischen Oper bespielt. Es bietet Raum für ca. 200 Zuschauer in neun Logen.